# V444 Большого Пса
V444 Большого Пса (лат. V444 Canis Majoris) — двойная затменная переменная звезда типа W Большой Медведицы (EW) в созвездии Большого Пса на расстоянии приблизительно 2205 световых лет (около 676 парсеков) от Солнца. Видимая звёздная величина звезды — от +14,2m до +13,3m. Орбитальный период — около 0,3942 суток (9,4616 часов).